# Roger Pasquini
Roger Pasquini (né le 29 mai 1917 à Évian-les-Bains, mort le 28 mars 2003 à Annemasse) est un footballeur français. Il évoluait au poste d'attaquant.

## Carrière
Il joue une saison avec le FC Lausanne-Sport avant de rejoindre l'AS Saint-Étienne.
Il joue avec l'équipe professionnelle de l'AS Saint-Étienne de 1935 à 1947 avec des interruptions dues à la guerre et à la réorganisation du football imposée par le régime de Vichy. 
Il est le tout premier buteur de l'AS Saint-Etienne en première division.
Avec l'ASSE, il dispute 47 matchs en Division 1, 74 en Division 2 et 21 en Coupe de France.